# 코파기
코파기는 손가락으로 점액을 뽑아내는 행위(rhinotillexis)이며, 그 후 뽑아낸 점액을 섭취하는 행위(mucophagy)를 포함할 수 있다.
서구 문화권에서는 이 행위가 일반적으로 사회적으로 일탈적인 것으로 간주된다. 부모와 소아과 의사들은 역사적으로 이러한 습관의 발달을 막고, 이미 형성된 습관이라면 고치려고 노력해왔다.

## 확률
코파기는 매우 흔한 습관이다. 일부 조사에 따르면 거의 보편적이며, 사람들은 하루 평균 약 4번 코를 판다. 1995년 코파기에 대한 연구에서는 미국 위스콘신 주의 무작위로 선택된 성인 1,000명에게 정보를 요청하여 254개의 응답을 받았다. 이 연구는 코파기를 "건조된 코 분비물을 제거할 목적으로 손가락 (또는 다른 물체)을 코에 삽입하는 행위"로 정의했다. 응답자 중 91%가 현재 코를 판다고 답했으며 (그러나 이들 중 75%만이 모든 사람이 코를 판다고 믿었다), 두 명의 응답자는 하루에 15~30분, 또는 1~2시간을 코를 파는 데 보낸다고 주장했다.
비강의 점막은 공기 중의 먼지와 병원체를 제거하는 촉촉한 점액을 끊임없이 생성한다. 대부분의 경우, 비강을 덮고 있는 섬모는 점액을 목구멍 쪽으로 이동시켜 삼키게 한다. 그러나 모든 점액이 섬모에 의해 이동될 만큼 충분히 유동적인 상태를 유지하는 것은 아니다. 점액이 콧구멍 입구에 가까울수록 외부 공기에 수분을 더 많이 잃고 건조해져 달라붙을 가능성이 높아진다. 일단 건조되면 점액은 일반적으로 가려움을 유발하여 코를 파서 가려움을 없애려는 충동을 일으킨다. 과도하게 건조된 점액을 제거하는 다른 이유로는 코를 통한 호흡 방해와 콧구멍에서 다른 사람에게 보일까 봐 걱정하는 것이 있다.
일부 문화권에서는 코파기가 배변, 배뇨, 방귀, 트림 또는 자위행위와 유사하게 사적인 행위로 간주된다. 뽑아낸 점액을 먹는 행위인 점액 섭취는 더 금기시될 수 있으며, 때로는 코미디에서 묘사되기도 한다.

## 비강 긁기 강박증
코파기가 신체 중심 반복 행동 또는 강박장애가 되면 비강 긁기 강박증으로 알려져 있다. 대부분의 경우 이 병리학적 기준을 충족하지 못한다. 그러나 충족하는 경우, 습관 역전 훈련 및 신체 중심 반복 행동에 대한 분리와 같은 다른 BFRB와 유사한 치료법을 사용할 수 있다.

## 의학적 위험과 이점
코와 제거된 마른 분비물에는 많은 미생물이 포함되어 있다. 감기, 독감 또는 다른 바이러스에 감염되었을 때, 점액을 제거하는 데 사용된 손이나 다른 물체를 즉시 씻는 것이 중요하다. 왜냐하면 많은 사회에서 악수를 하는 것이 일반적이기 때문에 미생물을 신체의 다른 부위나 다른 사람에게 전파할 위험이 있기 때문이다.
더러운 손가락이나 손톱으로 코를 파는 것은 감염 위험을 증가시킬 수 있으며, 이는 코 내부 미생물의 다양성 증가 (따라서 감염 또는 질병)로 이어질 수 있거나, 때때로 코피가 날 수 있다. 한 비강 긁기 강박증 환자의 경우 코중격 천공과 자가 유도성 에트모이드 절제술이 발생했다. 어린이의 경우 코파기와 관련된 가장 흔한 합병증은 코피이다. 감염이나 코중격 천공은 드물지만 발생할 수 있다. 그러나 코파기는 냄새 감각에 영향을 미치지 않아야 한다. 후각신경이 위치한 비강은 너무 높이 있어서 손이 닿지 않기 때문이다.
그리피스 대학교의 연구원들은 박테리아와 알츠하이머병 사이의 연관성을 발견했다. 그들은 특정 박테리아(클라미디아 폐렴균)가 코의 후각 신경을 통해 쥐의 뇌로 이동할 수 있다는 증거를 찾았다. 박테리아의 침입은 코파기에 의해 증대된다. 일단 뇌 내부에 들어가면 이 박테리아는 알츠하이머병을 나타내는 특정 표지자를 생성한다. 그들의 연구는 클라미디아 폐렴균이 비강에서 뇌로 이어지는 신경 경로를 이용하여 중추 신경계를 침범한다는 것을 보여준다. 이 침입에 대한 반응으로 뇌세포는 아밀로이드 베타라고 불리는 단백질을 침착시키는데, 이는 알츠하이머병의 특징적인 특징이다. 코를 파거나 코털을 뽑는 등의 활동은 비강 점막을 손상시켜 박테리아가 뇌에 더 쉽게 도달하게 할 수 있다. 코에 위치한 후각신경은 뇌로 가는 직접적이고 비교적 짧은 경로를 제공한다. 중요하게도, 이 경로는 혈뇌 장벽으로 알려진 보호막을 우회한다. 바이러스와 박테리아는 이 경로를 뇌에 접근하는 쉬운 방법으로 확인한 것으로 보인다. 따라서 연구의 공동 저자인 제임스 A. 세인트 존 박사에 따르면, 비강 통로의 무결성을 유지하고 알츠하이머병 발병 가능성을 낮추기 위해 코를 파거나 코털을 뽑는 것을 피하는 것이 바람직하다. 그러나 이 주장을 지지하는 증거는 아직 미미하며, 대부분의 전문가들은 연관 짓기에는 너무 이르다고 말한다.
일부 과학자들은 점액 섭취가 인체에 이점을 제공한다고 주장한다. 허파 전문 오스트리아 의사인 프리드리히 비싱어는 손가락으로 콧물 점액을 파서 섭취하는 것을 옹호하며, 그렇게 하는 사람들이 "면역 체계에 자연적인 증강"을 얻는다고 말한다. 점액은 "점액에 얽힌 많은 박테리아를 죽이거나 약화시키는 방부 효소의 혼합물"을 포함하고 있으므로, "손상된" 미생물을 다시 도입하는 것은 "면역 체계가 상대적으로 안전하게 항체를 생산할 기회를 제공할 수 있다." 그러나 다른 과학자들은 "코딱지는 우리가 매일 삼키는 점액과 같은 성분으로 만들어졌기 때문에 ... 코딱지를 먹는 것은 면역 체계에 큰 영향을 미치지 않는다"고 주장한다.
2023년 네덜란드에서 발표된 연구에 따르면, 코를 파는 의료 종사자는 COVID-19에 감염될 가능성이 약 3배 더 높았다. 같은 연구에서는 COVID 감염과 손톱 물어뜯기, 안경 착용, 수염 유무(보호 장비 착용에 방해가 될 수 있음) 사이에는 상관관계가 없음을 발견했다. 이 관찰 연구는 상세한 원인을 밝히지 않고 상관관계를 발견했다.

## 같이 보기
- 코딱지
- 비세정